# Naranja (fruta)
La naranja es una fruta cítrica obtenida del naranjo dulce (Citrus × sinensis), del naranjo amargo (Citrus × aurantium) y de naranjos de otras variedades o híbridos, de origen asiático. Es un hesperidio carnoso de cáscara más o menos gruesa y endurecida y su pulpa está formada típicamente por once gajos u hollejos llenos de jugo, el cual contiene mucha vitamina C, flavonoides y aceites esenciales. Se cultiva como un antiguo árbol ornamental y para obtener fragancias de sus frutos. Es más pequeña y dulce que el pomelo o toronja y más grande, aunque menos perfumada que la mandarina. 
Existen numerosas variedades de naranjas, siendo la mayoría híbridos producidos a partir de las especies Citrus maxima (pamplemusa), Citrus reticulata (mandarina) y Citrus medica (cidro).
Según la FAO, en 2014 la fruticultura mundial produjo unos 71 millones de toneladas de este cítrico, una cuarta parte proveniente de Brasil y el resto de China, India, México, Estados Unidos, España, Egipto, Indonesia, Turquía y otros países.

## Descripción
Las naranjas  dulces crecen en una variedad de tamaños diferentes y formas que varían desde esféricas hasta oblongas. En el interior y adherido a la corteza hay un tejido blanco poroso, el mesocarpio o albedo (médula), blanco y amargo. La naranja contiene una serie de carpelos distintos (gajos, botánicamente los frutos) en su interior, normalmente unos diez, cada uno delimitado por una membrana y que contiene muchas vesículas llenas de jugo y generalmente unas pocas pepitas. Cuando no está maduro, el fruto es verde. La cáscara granulada irregular de la fruta madura puede variar de naranja brillante a amarillo anaranjado, pero con frecuencia conserva manchas verdes o, en condiciones de clima cálido, permanece completamente verde. Como todas las demás frutas cítricas, la naranja dulce no es climatérica y no madura en el árbol. El grupo Citrus sinensis se subdivide en cuatro clases con características distintas: naranjas comunes, naranjas sanguinas o pigmentadas, naranjas navel y naranjas sin ácido. El fruto es un hesperidio, una baya modificada; está cubierto por una corteza formada por un engrosamiento rugoso de la pared del ovario.

## Etimología

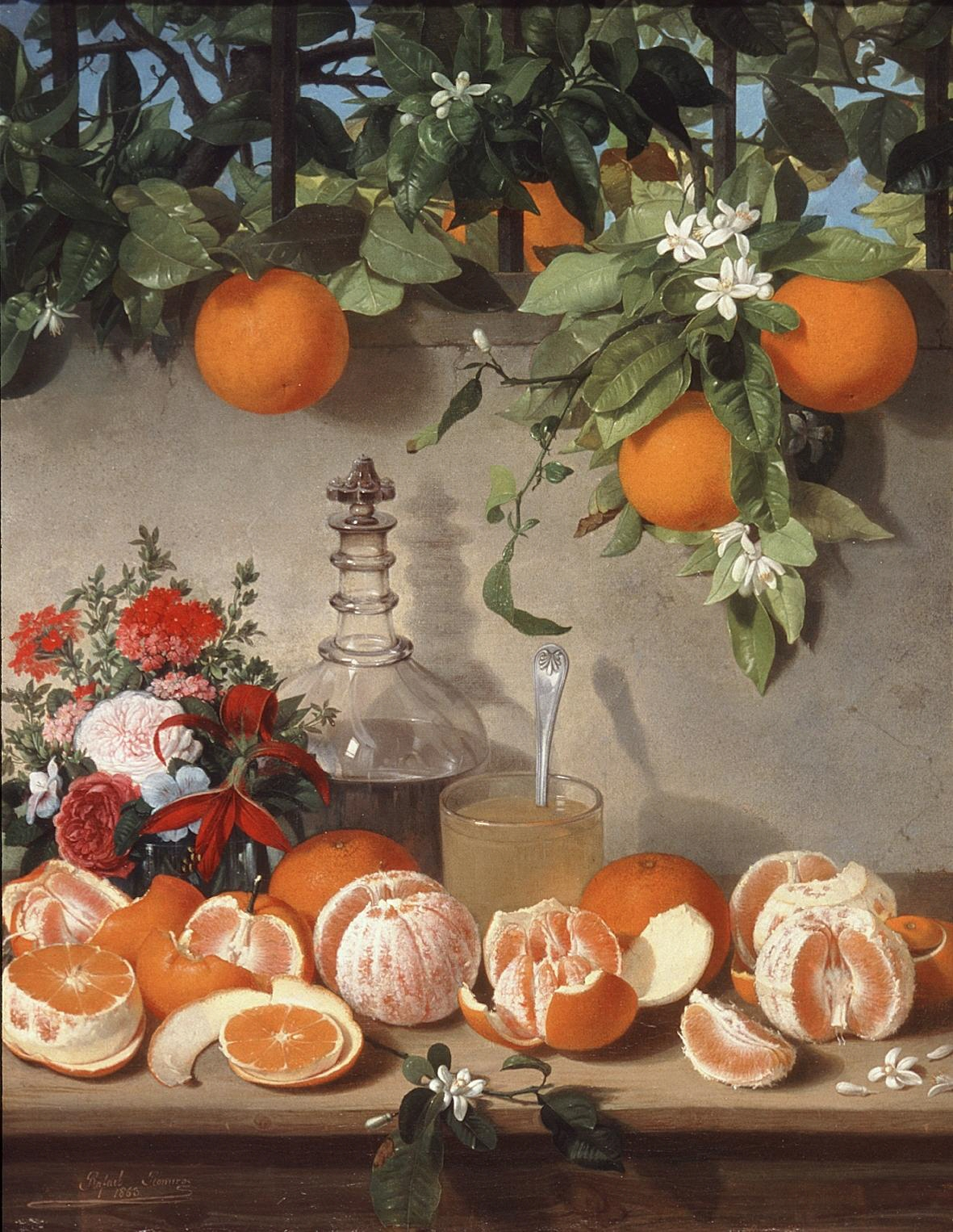
Bodegón de naranjas, obra de Rafael Romero Barros (1863).

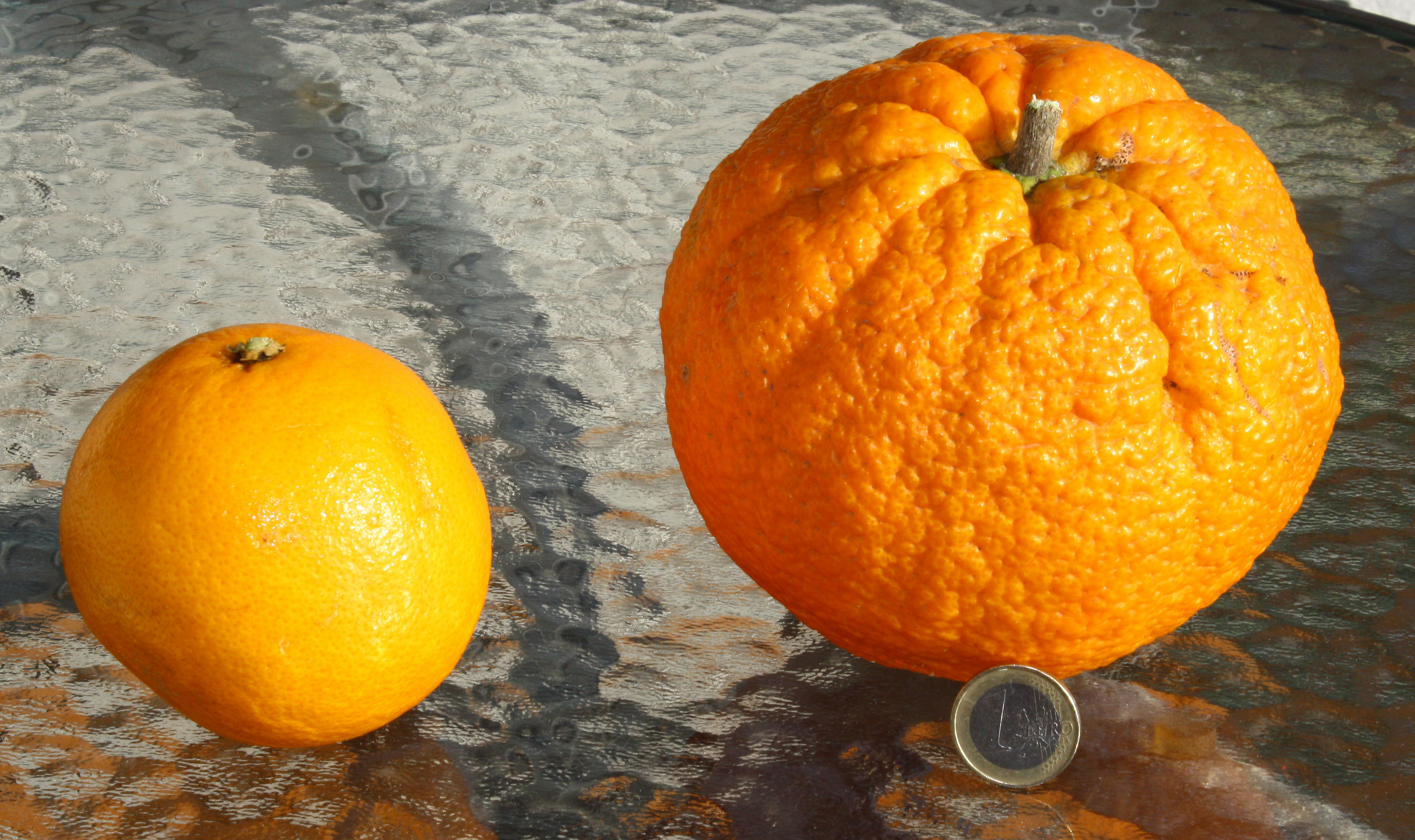
Naranja de gran tamaño cosechada en el Bajo Andarax, Almería.

La palabra española «naranja» proviene del sánscrito narang (नारंग); sin embargo, no es una palabra nativa a esa lengua, sino que se especula que la tomó de las lenguas drávidas como el tamil donde se dice narandam (நரந்தம்) a la ‘naranja amarga’, nagarukam (நாகருகம்) a la ‘naranja dulce’, donde nari (நாரி) es ‘fragancia’. La palabra junto con la fruta fue lentamente llevada hacia occidente: del sánscrito pasó al persa (nārensh نارنج), luego al árabe (naranj (نرنج), el árbol, y naranjah نرنجة, el fruto) y de ahí al español «naranjo» y «naranja», respectivamente.
Se difundió a otros idiomas europeos en un curioso proceso: los portugueses cambiaron la ene inicial por una ele (laranja); al pasar al italiano, para que la ele inicial no redundara con el artículo «la» se le eliminó la ele inicial (arancia); al pasar al francés y al latín se relacionó con el lexema oro (or y aurum) resultando orange y aurantium. Debido a que en la Edad Media el idioma culto de Inglaterra era el francés, en inglés pasó tal cual como orange. Siempre hablamos de Citrus × aurantium, de sabor amargo, única naranja conocida en la Edad Media en Europa.
Posteriormente ocurrió un cambio drástico y es que con el comercio con las Indias, Portugal trajo en el siglo XVI la Citrus × sinensis y Citrus reticulata, de sabor dulce. Primero llamadas en español respectivamente «naranja de China» y «naranja mandarina» o «tangerina», la Citrus sinensis acabó por tomar el nombre de «naranja» a secas, antes reservado a la aurantium, que pasó a ser llamada «naranja amarga». En algunas partes de México y el Caribe se sigue llamando a la naranja (dulce) «naranja china». En Puerto Rico y algunas ciudades de República Dominicana se le conoce simplemente como "china".  Citrus reticulata fue perdiendo el nombre «naranja» hasta quedarse sencillamente como «mandarina», por lo que no se suele considerar como una naranja.

## Variedades

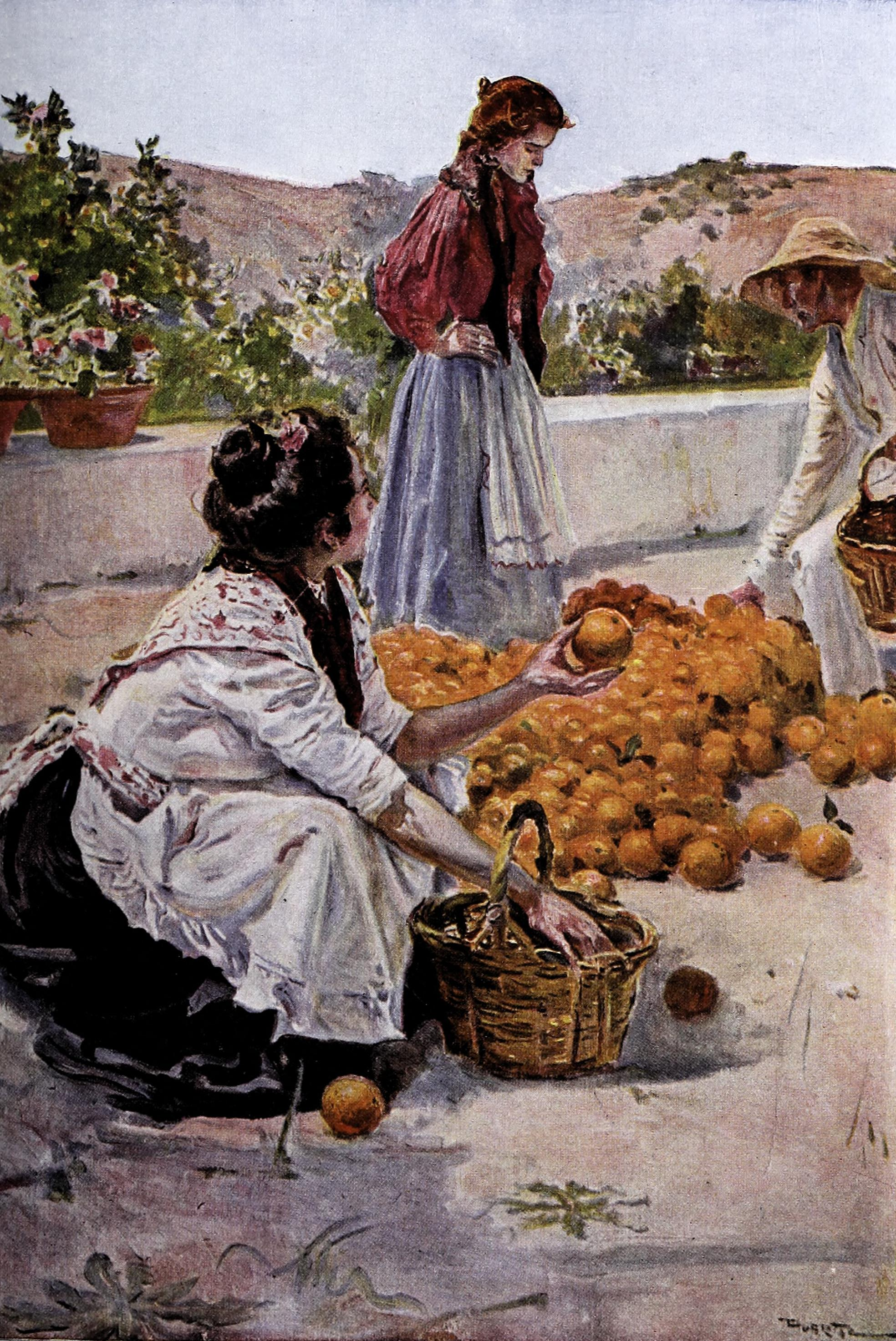
Compradores de naranjas en Córdoba, ilustración en la revista Blanco y Negro, 1902.

### Naranja dulce
Existen cuatro tipos básicos de naranja dulce, con diferentes variedades cada uno de ellos: navel, blancas (Salustiana, Parson Brown, Pineapple, Cadenera, Hamlin, Pera, naranja Valencia, Midnight, Delta Seedless, o Late Frost, Don Jöao, Barberina y Folha Murcha), sangre (Moro, Sanguinelli, Tarocco Rosso) y sucreñas (Lima, Succari y Sucreña).

### Naranja pérsica
La naranja persa, cultivada extensamente en el sur de Europa después de su introducción en Italia en el siglo XI, era amarga. La naranja dulce fue traída de la China en el siglo XV por comerciantes portugueses, rápidamente sustituyó a la amarga, y en la actualidad es la variedad más comúnmente cultivada. La naranja dulce crece con diferentes tamaños según las condiciones locales, y comúnmente posee diez gajos, hollejos o segmentos, en su interior.
Marinos portugueses, españoles, árabes, y neerlandeses plantaron árboles de cítricos a lo largo de las rutas comerciales para prevenir el escorbuto. En su segundo viaje en 1493, Cristóbal Colón llevó semillas de naranja, y limones a Haití y el Caribe. Fueron introducidos en Florida (junto con los limones) en 1513 por el explorador español Juan Ponce de León, en California por los franciscanos a lo largo del Camino Real de California en la segunda mitad del siglo XVIII y en Hawái en 1792.

### Naranja de ombligo o «navel»
Una singular mutación ocurrida en 1820 en un huerto de naranjas dulces de un monasterio de Brasil llevó a la «naranja de ombligo», también conocida como «naranja de orilla» o «el ombligo de Bahie». La mutación causó que en la base del fruto se desarrolle una segunda naranja, pequeña y atrofiada, que le confiere el aspecto de un ombligo. De esta variedad, identificada en términos comerciales con la palabra inglesa navel (‘ombligo’), se han derivado otras, como la «navelina», híbrido de corteza fácil de pelar, y la «navelate» o navel tardía. También se le suele llamar «naranja california». Cabe destacar que la variedad «navelate» es considerada por profesionales y consumidores como la mejor variedad de naranja del mundo debido a sus propiedades organolépticas. Esta variedad de naranja tiende a ser poco jugosa, por lo que también la conocen vulgarmente como "naranja de pulpa".

### Naranja Valencia
La naranja Valencia (en inglés Valencia late: ‘Valencia tardía’), tiene su origen en la California del siglo XIX, es una de las variedades dulces usadas en España para la extracción de jugo. Por tener su temporada después que otras naranjas, su consumo es popular luego de pasada la época de las de ombligo. Pese a su nombre, esta variedad no guarda ninguna relación de origen con la Comunidad Valenciana si bien es una de las variedades que más se cultivan en ella, junto a la navel y navelina. Tiene un tamaño característico, y una gran cantidad de zumo que en ocasiones puede ser ligeramente ácido. Forma parte de las naranjas de la variedad blanca, llamada así porque su color no es tan intenso.

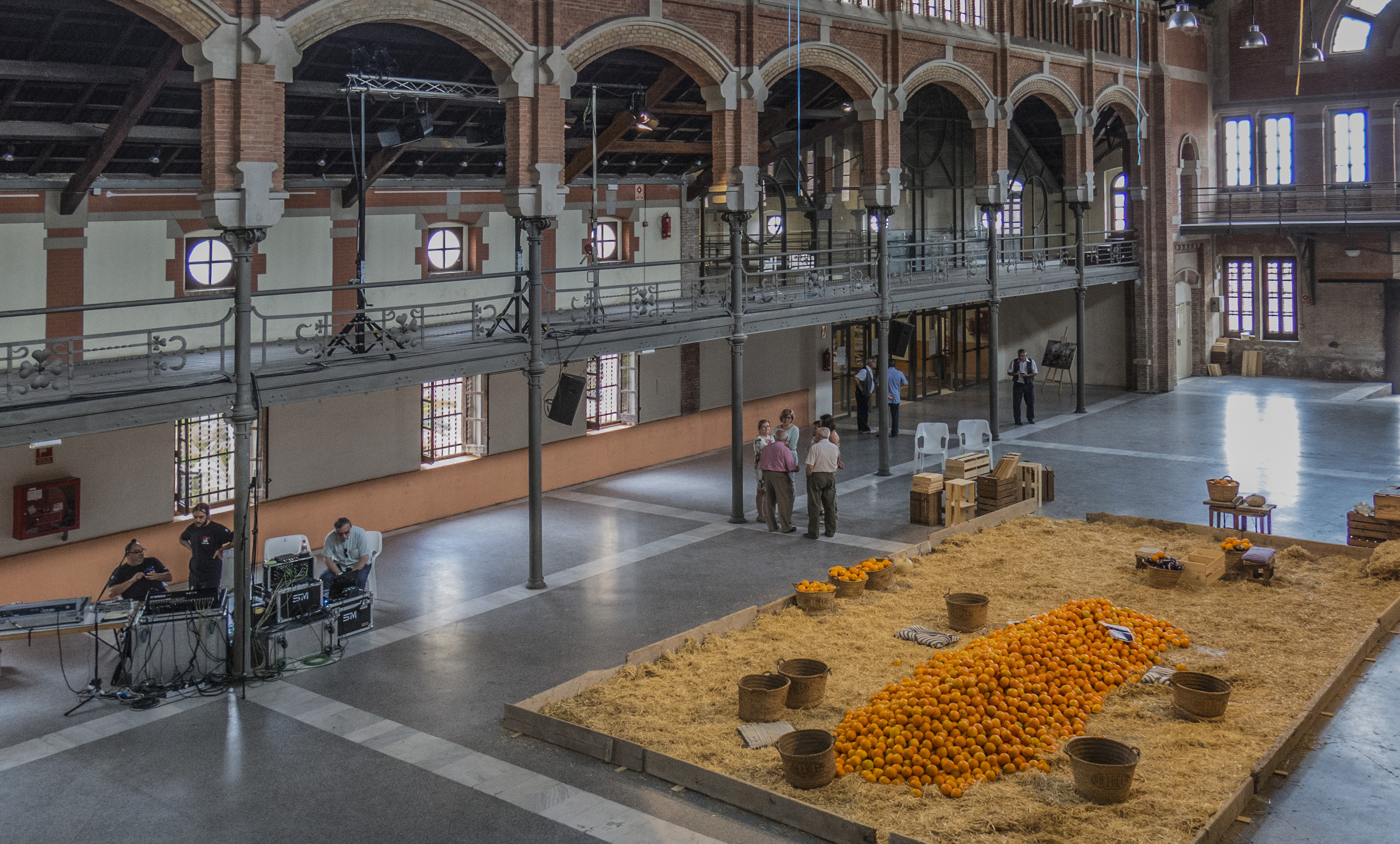
Almacén de Ribera
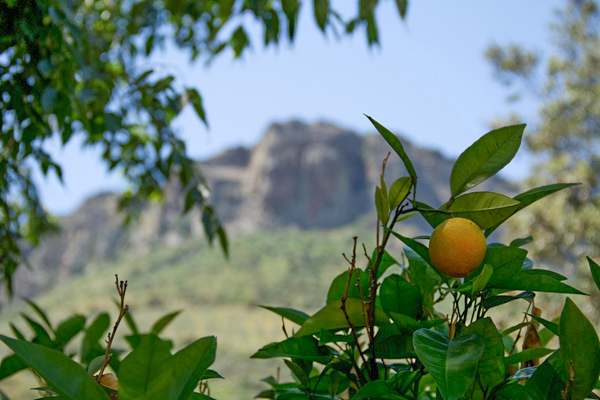
Una naranja en su naranjo

Tampoco guarda relación alguna con la ciudad de Valencia en Venezuela, a pesar de que en este país el estado Carabobo se caracteriza por su producción de naranjas.

### Naranja Salustiana
La naranja Salustiana es una variedad de la naranja blanca y se produjo por una mutación espontánea en la provincia de Valencia debido a su clima y condiciones de cultivo. Es una naranja que surge por una  mutación espontánea de la variedad Comuna, en un campo de la población valenciana de Énova, en 1950 perteneciente a Salustiano Pallás.
De la misma forma que la Valencia, no tiene el color tan naranja tirando a rojizo que tienen las navelinas. Su forma también es algo diferente, ya que suelen tener una forma más achatada. Su piel también es más fina que otras variedades, y su tamaño suele ser mediano. Su punto fuerte es su gran cantidad de jugo. Esto, unido a su intenso sabor dulce, las hace perfectas para consumir en forma de zumo. La naranja Salustiana es muy sensible al frío, por eso su periodo óptimo es desde febrero hasta mediados o finales de marzo, que es cuando la temperatura en la provincia de Valencia empieza a subir y las noches ya no son tan frías.

### Naranja Cadenera

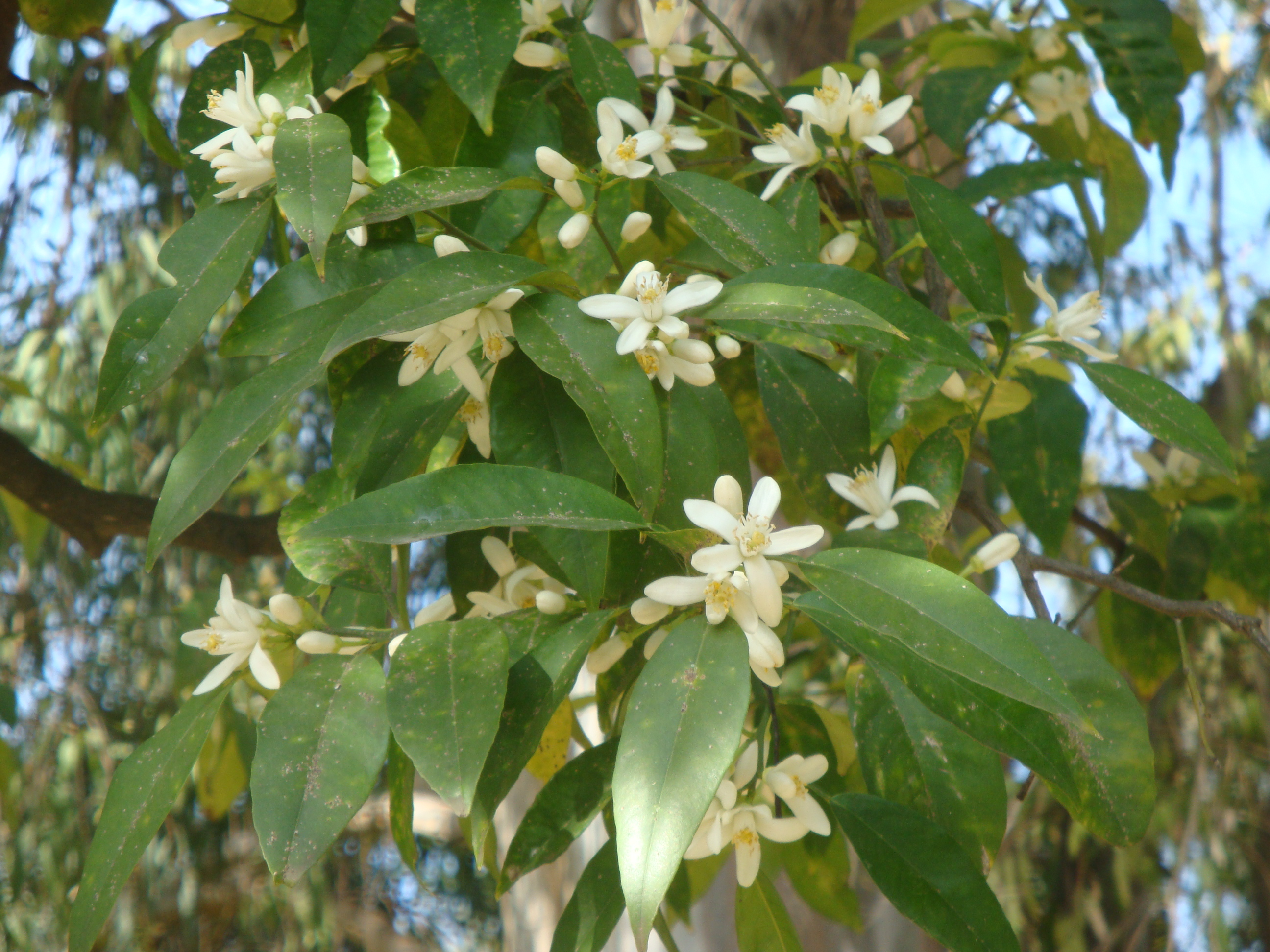
Naranjo floreado de azahares, de los que crecerán las naranjas.

El fruto de la naranja Cadenera es grande, de forma esférica ligeramente achatada, y su pulpa tiene un alto contenido en zumo de sabor muy dulce. Procede de la fértil vega de Palma del Río, en la provincia de Córdoba. Esta zona presenta unas excelentes condiciones climáticas, y tiene una larga tradición de cultivos de cítricos.

### Naranja de sangre
La naranja de sangre o sanguina tiene rayas rojas en la piel, y el jugo es a menudo de color borgoña. La fruta se ha hecho un lugar como una variación de ingrediente interesante sobre la mermelada de Sevilla tradicional, con sus rayas asombrosas rojas y su sabor distinto. El «ombligo escarlata» es una variedad con la misma mutación diploide que la naranja de ombligo.

## Producción
Las naranjas destinadas a la producción comercial se cultivan en naranjales repartidos por todo el mundo, aunque los tres mayores productores son Brasil, Estados Unidos y México. Las naranjas son muy sensibles a las heladas. Un tratamiento común cuando se prevén temperaturas bajo cero es regar los árboles con agua para que mientras el agua se transforma en hielo en las ramas de los árboles, el hielo recién formado se quede en su punto de congelación (y absorba el frío ambiente por la congelación) y proteja de esta manera por si la temperatura del aire llega a bajar mucho más abajo de cero grados.

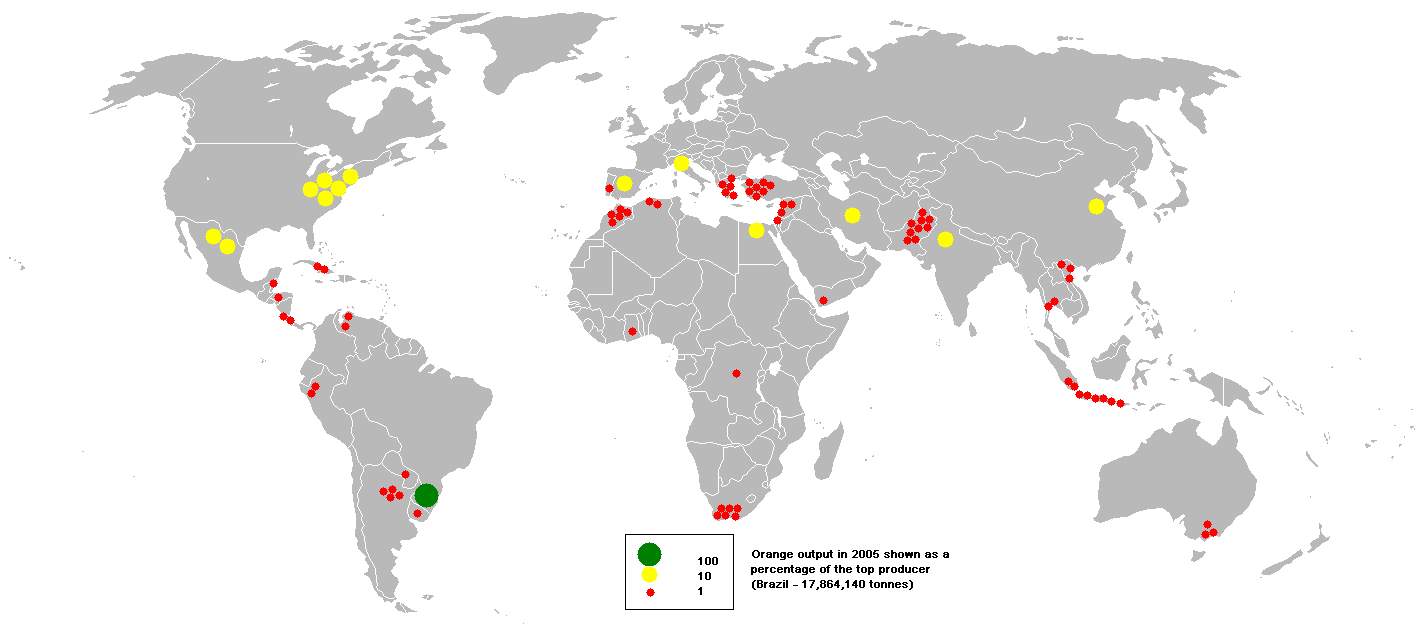
Producción de naranjas en 2005

| Brasil                                                                             | 21 330 300 | 17 853 400 | 17 618 500 |
| Estados Unidos                                                                     | 11 790 700 | 8 393 270  | 8 280 780  |
| India                                                                              | 2 674 700  | 3 314 000  | 5 201 350  |
| China                                                                              | 1 180 631  | 2 740 927  | 4 864 959  |
| México                                                                             | 3 812 680  | 4 112 710  | 4 193 480  |
| Irán                                                                               | 1 843 560  | 2 253 210  | 2 713 240  |
| España                                                                             | 2 616 220  | 2 376 230  | 2 617 700  |
| Italia                                                                             | 1 876 180  | 2 261 400  | 2 359 400  |
| Egipto                                                                             | 1 610 520  | 1 789 000  | 2 200 000  |
| Indonesia                                                                          | 644 052    | 2 214 020  | 2 102 560  |
| Turquía                                                                            | 1 070 000  | 1 445 000  | 1 689 920  |
| Pakistán                                                                           | 1 328 000  | 1 721 000  | 1 492 400  |
| Sudáfrica                                                                          | 1 169 810  | 1 246 450  | 1 445 300  |
| Marruecos                                                                          | 870 000    | 835 000    | 1 200 000  |
| Total Mundial                                                                      | 63 793 124 | 62 832 014 | 68 475 267 |
| Fuente: Organización de las Naciones Unidas para la Alimentación y la Agricultura. |            |            |            |

## Información nutricional

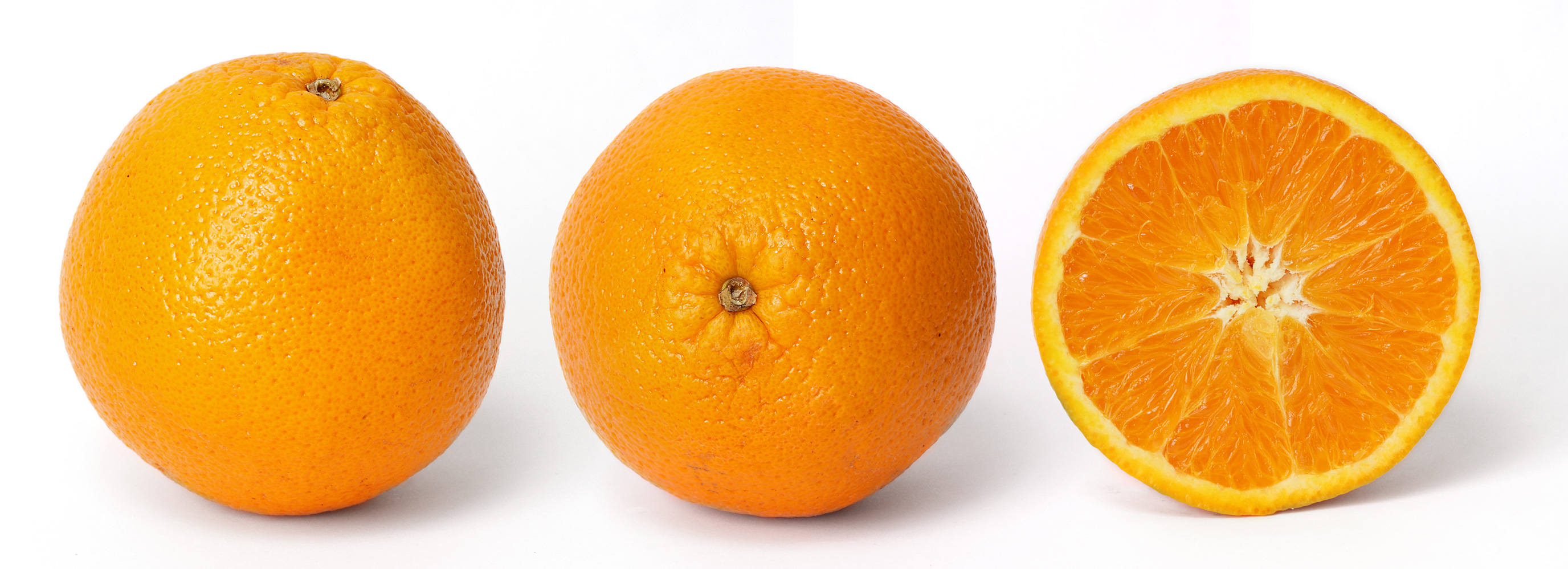
Vista de una naranja y su corte transversal.

Como todas las frutas cítricas, la naranja es ácida, con un pH entre 3,1 y 4,1 según la madurez, tamaño y variedad de la pieza. Aunque esto no es, de media, tan fuerte como el limón, sigue siendo un valor fuerte en la escala de pH, tanto como el vinagre. Gracias a su contenido en azúcares simples no destaca tanto el sabor ácido como pueda pasar en el pomelo. El componente que más ha dado que hablar de la naranja es su vitamina C, ya que 100 g de producto contienen hasta el 90 % de las necesidades diarias, sin embargo, también contiene sustancias no-nutritivas entre las que cabe destacar la presencia de fitoquímicos, tales como flavonoides (con efectos antioxidante, antiinflamatorio y antitumoral) y limonoides (anticancerígeno).